# Prix de Croix
Le Prix de Croix est une course hippique de trot attelé se déroulant au mois de janvier sur l'hippodrome de Vincennes.
C'est une course de Groupe II réservée aux chevaux de 5 ans, hongres exclus, ayant gagné au moins 32 000 €.
Elle se court sur la distance de 2 850 mètres (grande piste), départ volté. L'allocation s'élève à 120 000 €, dont 54 000 € pour le vainqueur.
Créée au trot monté en 1879 sur le tout nouvel hippodrome de Maisons-Laffitte — alors ouvert également aux trotteurs —, la course honore la mémoire du marquis Ernest Charles Eugène Marie de Croix (1803-1874), qui fut le premier président de la Société du demi-sang de 1864 à 1871. Pendant trois décennies au milieu du XIXe siècle, son élevage allait fortement contribuer à la formation du trotteur français.
Le Prix de Croix se court à l'attelé depuis 1938.

## Palmarès depuis 1958
| Année | Vainqueur          | Pays   | Père                          | Driver                         | Entraîneur                     | Réd.km |
| ----- | ------------------ | ------ | ----------------------------- | ------------------------------ | ------------------------------ | ------ |
| 2025  | Koctel du Dain     | France | Boccador de Simm              | David Thomain                  | Philippe Allaire               | 1'12"7 |
| 2024  | Jushua Tree        | France | Bold Eagle                    | Jean-Michel Bazire             | Jean-Michel Bazire             | 1'12"6 |
| 2023  | Idao de Tillard    | France | Sévérino                      | Clément Duvaldestin            | Thierry Duvaldestin            | 1'15"3 |
| 2022  | Hohneck            | France | Royal Dream                   | François Lagadeuc              | Philippe Allaire               | 1'13"6 |
| 2021  | Power              | Suède  | Googoo Gaagaa                 | Éric Raffin                    | Robert Bergh                   | 1'16"2 |
| 2020  | Feliciano          | France | Ready Cash                    | David Thomain                  | Philippe Allaire               | 1'13"4 |
| 2019  | Erminig d'Oliverie | France | Infinitif                     | Franck Nivard                  | Franck Leblanc                 | 1'13"5 |
| 2018  | Davidson du Pont   | France | Pacha du Pont                 | Jean-Michel Bazire             | Jean-Michel Bazire             | 1'14"4 |
| 2017  | In Vain Sund       | Suède  | Revenue                       | Franck Nivard                  | Daniel Reden                   | 1'12"5 |
| 2016  | Bélina Josselyn    | France | Love You                      | Jean-Michel Bazire             | Jean-Michel Bazire             | 1'13"  |
| 2015  | Anna Mix           | France | Ludo de Castelle              | Franck Nivard                  | Franck Leblanc                 | 1'12"7 |
| 2012  | Vigove             | France | Gazouillis                    | Pierre Vercruysse              | Franck Leblanc                 | 1'16"6 |
| 2013  | Un Mec d'Héripré   | France | Orlando Vici                  | Matthieu Abrivard              | Fabrice Souloy                 | 1'14"4 |
| 2012  | Treskool du Caux   | France | Kool du Caux                  | Tony Le Beller                 | Tony Le Beller                 | 1'13"5 |
| 2011  | Son Alezan         | France | First de Retz                 | Éric Raffin                    | Franck Leblanc                 | 1'13"9 |
| 2010  | Rolling d'Héripré  | France | Dahir de Prelong              | Jean-Michel Bazire             | Fabrice Souloy                 | 1'15"2 |
| 2009  | Quitus du Mexique  | France | Korean                        | Franck Anne                    | Sébastien Guarato              | 1'14"8 |
| 2008  | Première Steed     | France | Workaholic                    | Franck Nivard                  | Fabrice Souloy                 | 1'14"8 |
| 2007  | Opus Viervil       | France | Jag de Bellouet               | Christophe Gallier             | Christophe Gallier             | 1'15"7 |
| 2006  | Neutron du Cébé    | France | Chaillot                      | Michel Lenoir                  | Patrick Orrière                | 1'15"7 |
| 2005  | Magot du Ravary    | France | Cygnus d'Odyssée              | Dominik Cordeau                | Dominik Cordeau                | 1'14"6 |
| 2004  | Love You           | France | Coktail Jet                   | Jean-Pierre Dubois             | Jean-Pierre Dubois             | 1'16"5 |
| 2003  | Kourgana           | France | Défi d'Aunou                  | Jean-Étienne Dubois            | Jean-Étienne Dubois            | 1'16"5 |
| 2002  | Jain de Beval      | France | Coktail Jet                   | Dominik Locqueneux             | Pierre-Désiré Allaire          | 1'16"6 |
| 2001  | Ispalion Jarzeen   | France | As d'Espiens                  | Jos Verbeeck                   | Jean Warin                     | 1'15"6 |
| 2000  | Hugo du Bossis     | France | And Arifant                   | Olivier Raffin                 | Jean Raffin                    | 1'16"9 |
| 1999  | Goetmals Wood      | France | And Arifant                   | Bernard Piton                  | Jean-Paul Piton                | 1'15"6 |
| 1998  | Fine Goutte        | France | Ultra Ducal                   | Paul Viel                      | Paul Viel                      | 1'17"5 |
| 1997  | Écu de Beziau Écho | France | Karim Mabon Qlorest du Vivier | Yves Dreux Jean-Étienne Dubois | Yves Dreux Jean-Étienne Dubois | 1'19"  |
| 1996  | Défi d'Aunou       | France | Armbro Goal                   | Jean-Étienne Dubois            | Jean-Étienne Dubois            | 1'17"2 |
| 1995  | Cèdre du Vivier    | France | Hêtre Vert                    | Jean-Pierre Thomain            | Jean-Yves Lecuyer              | 1'15"9 |
| 1994  | Best Bourbon       | France | High Echelon                  | Jean-Philippe Dubois           | Jean-Philippe Dubois           | 1'16"9 |
| 1993  | As du Clos         | France | Kairon                        | Jules Lepennetier              | Jules Lepennetier              | 1'17"8 |
| 1992  | Vasquez            | France | Muscle                        | Jean-Pierre Dubois             | Jean-Pierre Dubois             | 1'18"4 |
| 1991  | Ultra Ducal        | France | Buffet II                     | Paul Viel                      | Paul Viel                      | 1'17"6 |
| 1990  | Ténor de Baune     | France | Le Loir                       | Jean-Baptiste Bossuet          | Jean-Baptiste Bossuet          | 1'17"9 |
| 1989  | Sancho Pança       | France | Chambon P                     | Joël Hallais                   | Joël Hallais                   | 1'18"5 |
| 1988  | Renoso             | France | Buffet II                     | Paul Viel                      | Paul Viel                      | 1'19"9 |
| 1987  | Quito de Couronne  | France | Chambon P                     | Joël Hallais                   | Joël Hallais                   | 1'19"5 |
| 1986  | Pabeilo            | France | Greyhound                     | Bernard Oger                   | Léopold Verroken               | 1'20"7 |
| 1985  | Ourasi             | France | Greyhound                     | Jean-René Gougeon              | Jean-René Gougeon              | 1'19"2 |
| 1984  | Norgusson          | France | Borgia III                    | Stig Engberg                   | Stig Engberg                   | 1'21"3 |
| 1983  | Mon Tourbillon     | France | Amyot                         | Jean-Pierre Viel               | Jean-Pierre Viel               | 1'19"  |
| 1982  | L'Alezan           | France | Apaty                         | Michel Lenoir                  | René Veslard                   | 1'21"9 |
| 1981  | Képi Vert          | France | Chambon P                     | Roger Baudron                  | Roger Baudron                  | 1'20"1 |
| 1980  | Jorky              | France | Kerjacques                    | Léopold Verroken               | Léopold Verroken               | 1'20"7 |
| 1979  | Idéal du Gazeau    | France | Alexis III                    | Eugène Lefèvre                 | Eugène Lefèvre                 | 1'18"9 |
| 1978  | Hadol du Vivier    | France | Mitsouko                      | Jean-René Gougeon              | Jean-René Gougeon              | 1'20"  |
| 1977  | Gamélia            | France | Kerjacques                    | Pierre-Louis Marie             | Dominique de Bellaigue         | 1'22"1 |
| 1976  | Fakir du Vivier    | France | Sabi Pas                      | Michel-Marcel Gougeon          | Pierre-Désiré Allaire          | 1'20"1 |
| 1975  | Édomérica          | France | Mario                         | Patrick Céran-Maillard         |                                | 1'20"4 |
| 1974  | Dame de Carreau    | France | Fandango                      | François Ballière              |                                | 1'20"2 |
| 1973  | Casdar             | France | Mitsouko                      | Jean-Claude Hallais            |                                | 1'22"  |
| 1972  | Buffet II          | France | Nonant le Pin                 | Louis Hanse                    |                                | 1'21"3 |
| 1971  | Aramis IX          | France | Fuchsia VII                   | Roman Krüger                   |                                | 1'22"2 |
| 1970  | Volnay II          | France | Faon Kairos                   | Roger Vercruysse               |                                | 1'22"2 |
| 1969  | Upsalin            | France | Écusson                       | Louis Sauvé                    |                                | 1'21"9 |
| 1968  | Tony M             | France | Horus L                       | Roman Krüger                   |                                | 1'22"4 |
| 1967  | Seigneur           | France | Vermont                       | Michel-Marcel Gougeon          |                                | 1'20"7 |
| 1966  | Rex Grandchamp     | France | Luth Grandchamp               | Jean-René Gougeon              |                                | 1'21"3 |
| 1965  | Quirinus III       | France | Dubonnet                      | Roger Baudron                  |                                | 1'22"  |
| 1964  | Patara             | France | Gutemberg A                   | Bernard Simonard               |                                | 1'21"2 |
| 1963  | Obédience          | France | Ettlingen                     | Vercruysse                     |                                |        |
| 1962  | Newstar            | France | Petit Jean III                | Walter Baroncini               |                                | 1'20"4 |
| 1961  | Masina             | France | Quinio                        | François Brohier               |                                | 1'21"4 |
| 1960  | Liebelei           | France | Volontaire                    | Louis Melette                  |                                | 1'21"9 |
| 1959  | Kalfog             | France | Voronoff                      | André-Louis Dreux              |                                | 1'23"6 |
| 1958  | Jamin              | France | Abner                         | Jean Riaud                     |                                | 1'20"5 |

## Sources
- Pour les conditions de course et les dernières années du palmarès : site de la SETF
- Pour les courses plus anciennes : archives des quotidiens  (Ouest-France, Sud-Ouest…)